# Vår Fru av Trsat-kyrkan
Vår Fru av Trsat-kyrkan (kroatiska: Crkva Gospe Trsatske) är en romersk-katolsk kyrka i Rijeka i Kroatien. Kyrkan är belägen i stadsdelen Trsat och har sedan uppförandet omkring år 1431 till- och ombyggts flera gånger. Den är den äldsta Mariakyrkan i Kroatien och här ligger flera medlemmar av Frankopan-ätten begravda. Vår Fru av Trsat-kyrkan besöks årligen av tusentals pilgrimer som kommer för att vörda en Madonnabild som har sitt ursprung i en sägen från 1200-talet. 2003 besöktes kyrkan av den dåvarande påven Johannes Paulus II.

## Sägnen
Enligt sägnen ska den heliga Franciskus av Assisi på väg till Syrien år 1212 ha lidit skeppsbrott i Adriatiska havet och då övernattat på Trsat-höjden. I samband med vistelsen fick han en uppenbarelse som skulle komma att besannas flera årtionden senare. Enligt sägnen ska den Heliga familjens hus i Nasaret (det hus i vilket jungfru Maria föddes och  Jesus växte upp i) den 10 maj 1291 ha uppenbarat sig på Trsat-höjden vid den plats där dagens kyrka och kloster ligger. Huset hade förts från Nasaret till Trsat av änglar. Den 10 december 1294 förde änglarna huset till Loreto i dagens Italien där det fortfarande vördas i Basilica della Santa Casa (Heliga husets basilika). Som en kompensation för förlusten av det Heliga huset lät påven Urban V år 1367 sända en mirakulös Madonnabild till de otröstliga Trsat-borna. Enligt sägnen ska denna målning ha målats av aposteln Lukas.
En alternativ och rationell förklaring till sägnen som till viss del kan styrkas av vetenskapen ger en mindre mystifierad beskrivning av dess uppkomst. Det lilla huset i Nasaret blev tidigt en kristen helgedom. Under den arabiska invasionen av det Heliga landet förstördes huset men återuppbyggdes av korsfararna på 1200-talet. Vid tiden för korstågen förde korsfarare med sig reliker från det Heliga landet till Europa. Bland de första att föra reliker med sig var munkarna från Tempelherreorden. I en medeltida tolkning kan dessa munkar och riddare som fört reliker med sig ha beskrivits som "änglar".

## Historik
År 1307-1339 lät knezen Nikola I Frakopan uppföra ett kapell på platsen där det Heliga huset från Nasaret enligt sägnen tidigare stått. Kapellet blev snart en pilgrimsplats. På förfrågan av Ivan och Stjepan Frankopan skänkte påven Urban V år 1367 en Madonnabild kallad Barmhärtighetens Moder till kroatiska pilgrimer som kommit från Kvarnerviken till Loreto. År 1431 lät Martin Frankopan uppföra kyrkan och det anslutande franciskanerklostret. Klostret skulle den 5 mars 1629 komma att totalförstöras i en brand emedan kyrkan klarade sig. År 1644 initierade franciskanermunken Franjo Glavinić den renovering och utbyggning av kyrkan och klostret som till stora delar har kommit att bestå till idag. Den senaste tillbyggnaden tillkom 1824 då kyrkan förlängdes sex meter och fick ett klocktorn som det tidigare inte haft.

### Fotnoter
1. 1 2 3 4 5 6 7 8  Trsat-svetiste.com Arkiverad 6 september 2014 hämtat från the Wayback Machine. (kroatiska)
2. ↑  ”Mary's Trsat” (på engelska) ( PDF). Turistička naklada d.o.o. Arkiverad från originalet den 8 januari 2016. https://web.archive.org/web/20160108193559/http://www.trsat-svetiste.com/pdf/brosura/TRSAT_eng.pdf. Läst 6 september 2014.
3. 1 2  Kvarner.hr (kroatiska)
4. ↑  Visitrijeka.eu Arkiverad 25 augusti 2014 hämtat från the Wayback Machine. (engelska)